# Rasteš
Rasteš (makedonska: Растеш) är en ort i Nordmakedonien. Den ligger i kommunen Makedonski Brod, i den västra delen av landet, 40 kilometer sydväst om huvudstaden Skopje. Rasteš ligger 898 meter över havet och antalet invånare är 218.